# Белес
Беле́с (каз. Белес, до 199? г. — Ростоши́) — село в Зеленовском районе Западно-Казахстанской области Казахстана. Административный центр Белесского сельского округа. Находится примерно в 16 км к северо-востоку от села Перемётное. Код КАТО — 274455100.
Село расположено на реке Деркул.

## Население
В 1999 году население села составляло 1511 человек (745 мужчин и 766 женщин). По данным переписи 2009 года, в селе проживало 1495 человек (742 мужчины и 753 женщины)./